# مخیم عایدة
مخیم عایدة (به عربی: مخیم عایدة، بیت لحم) یک منطقهٔ مسکونی در فلسطین است.

## خصوصیات
مخیم عایدة ۳٬۲۶۰ نفر جمعیت دارد.